# Dinge, die von Bäumen hängen
Dinge, die von Bäumen hängen ist ein Filmdrama aus dem Jahr 2006. Regie führte Ido Mizrahy, das Drehbuch von Aaron Louis Tordini basiert auf dem gleichnamigen Buch vom selben Autor.

## Handlung
St. Augustine, Florida, 1969. Der größte Wunsch des jungen Tommy Wheeler ist es, das Feuerwerk vom Dach des Leuchtturms anzuschauen, aber komische Nachbarn, gemeine Gleichaltrige und hoffnungslose Eltern stehen ihm dabei im Weg. Das scheinbar einfache Ziel des Jungen entwickelt sich zu einem Kampf, in dem sein Verständnis vom Leben auf die Probe gestellt wird.

## Kritik
„Südstaaten-Drama mit Gothik-Elementen, das durch den kindlichen Blickwinkel auf einen kleinbürgerlichen Mikrokosmos Bigotterie und Vorurteile entlarvt.“